# NWOBHM (альбом)
| Оценки критиков | Оценки критиков |
| Источник        | Оценка          |
| --------------- | --------------- |
| Metal Storm     | [ 1 ]           |

NWOBHM (с англ. — «Новая волна британского хеви-метала») — студийный альбом норвежской блэк-метал-группы Darkthrone, выпущенный 10 сентября 2007 года на лейбле Peaceville Records.

## Список композиций
| №                   | Название                | Текст песни         | Музыка              | Длительность |
| ------------------- | ----------------------- | ------------------- | ------------------- | ------------ |
| 1.                  | «Wisdom of the Dead»    | Fenriz              | Fenriz              | 04:06        |
| 2.                  | «Canadian Metal»        | Nocturno Culto      | Nocturno Culto      | 04:39        |
| 3.                  | «Hedninger fra Helvete» | Fenriz              | Fenriz              | 05:12        |
| 4.                  | «Bad Attitude»          | Nocturno Culto      | Nocturno Culto      | 01:47        |
| Общая длительность: | Общая длительность:     | Общая длительность: | Общая длительность: | 15:44        |

## Участники записи
- Nocturno Culto — вокал, электрогитара, бас-гитара
- Fenriz — ударные, вокал, электрогитара[4]